# Wolfgang von der Oelsnitz
Wolfgang von der Oelsnitz (ur. ok. 1582, zm. 9 marca 1628) – polski dyplomata, dworzanin i komisarz okrętowy Zygmunta III Wazy, nadradca Prus Książęcych.

## Życiorys
Wolfgang von der Oelsnitz urodził ok. 1582 roku w zamożnej pruskiej rodzinie szlacheckiej, wyznania ewangelickiego. Jego ojcem był Quirin von der Oelsnitz, właściciel Szczuplin i innych majątków ziemskich, a matką Katarzyna von Kostitz. Od 1596 roku studiował na Uniwersytecie Królewieckim. Później odbył podróże do Ziemi Świętej i Włoch, m.in. Wenecji. W 1608 roku w Rzymie zamieszkał w jednym z klasztorów, a dwa lata później przyjął katolicyzm. W 1611 roku rozpoczął studia na Uniwersytecie Sieneńskim.
W 1616 roku był już dworzaninem króla Zygmunta III Wazy i nadradcą Księstwa w Prusach, gdzie utrzymywał kontakty z opozycją antyelektorską. W 1620 roku był członkiem delegacji stanów Prus Książęcych w Warszawie, składającej skargę na księcia Jerzego Wilhelma Hohenzollerna. Rok później współpracował z komisarzami królewskimi w Królewcu. Następnie opuścił księstwo, bowiem elektor nie dopuścił go do objęcia starostwa w Wystruci, nadanego mu przez króla Polski.
W 1621 roku zamieszkał na Warmii, kupując majątek Rogiedle. Dwa lata później towarzyszył Zygmuntowi III Wazie w podróży do Gdańska. W 1625 roku przeniósł się do Elbląga, gdzie kupił dom.
W 1626 roku został członkiem Komisji Okrętów Królewskich w Gdańsku, w której prowadził sprawy finansowe. Rok później był posłem w Konstantynopolu oraz uczestniczył w rozmowach polsko-hiszpańskich w Warszawie. W 1627 roku też opracował instrukcję dla dowództwa polskiej floty wojennej przed bitwą pod Oliwą. Po zwycięstwie wizytował flotę w imieniu komisji. Następnie dostarczył królowi w Warszawie sprawozdanie z bitwy, wydane potem drukiem oraz zdobyte bandery szwedzkie i rapier admirała Nilsa Stiernskölda.
Zmarł w 1628 roku w Gdańsku.